# Juniper
Juniper foi uma banda de rock irlandesa. Composta por  Damien Rice (sob o pseudônimo de Dodi Ma) , hoje cantor solo  e por Paul Noonan, Brian Crosby, Dominic Philips e David Geraghty que após o fim da Juniper fundaram a banda Bell X1 . Eles lançaram dois EPs: O J-Plane (1994) e Manna (1996).
A banda lançou apenas dois singles, "Weatherman" e "World Is Dead",ambos  em 1998. Eles se separaram por diferenças criativas, logo depois de fecharem contrato com a Polygram.

## Formação
- Paul Noonan - bateria
- Briam Crosby - guitarra, teclado, vocais
- Dominic Philips - guitarra
- David Geraghty - banjo, piano elétrico, baixo
- Damien Rice  - vocais e violão[1]

## História
Juniper foi fundada em 1991 por Damien Rice,Paul Noonan , Philips Dominic e Brian Crosby, enquanto eram alunos do Salesian College em Celbridge, na Irlanda.
Em 1994 a banda gravou e lançou de forma independente um EP intitulado The J-Plane e começou a se apresentar em bares locais, incluindo o The Kildrought Lounge em Celbridge.
Juniper assinou um contrato de seis álbuns com a PolyGram, mas não chegou a gravá-los. Após os dois primeiros álbuns, o grupo se dividiu e Damien Rice seguiu carreira solo enquanto os outros membros formaram a banda Bell X1.

## Discografia
- 1994 - The J-Plane
- 1995 - Manna
- 1998 - Weatherman
- 1998 - World is Dead

### Coletâneas e compilações
- 1998 - Natural Born Elvis - Faixa 04
- 1998 - Heineken Green Energy - Faixa 06